# Mack Lobell
| Årets häst        |                     |                   |
| 1988              | 1989                | 1990              |
| Callit            | Mack Lobell         | Peace Corps       |
| Karl O. Johansson | John-Erik Magnusson | Stig H. Johansson |

Mack Lobell, född 28 april 1984 i USA, död 22 februari 2016, var en amerikansk varmblodig travhäst.
Mack Lobell sprang in 3,9 miljoner amerikanska dollar på 94 starter. Bland hans främsta meriter räknas segrarna i Hambletonian Stakes (1987), Yonkers Trot (1987), International Trot (1988), Elitloppet (1988, 1990) och Hugo Åbergs Memorial (1989). Han var även trea i March of Dimes Trot (1988), som kom att kallas Århundradets lopp. Vid tre års ålder satte han sitt personliga löpningsrekord 1.09,7 aak, vilket då var världsrekord för travare.
Mack Lobell är den yngsta vinnaren av Elitloppet genom tiderna, då han vann loppet som fyraåring 1988 med John Campbell i sulkyn. Mack Lobell vann även Elitloppet 1990, då tillsammans med kusken Thomas Nilsson.
Mack Lobells sista start blev andraplatsen i St. Michel-loppet i Finland den 14 juli 1991. En luftrörsinfektion gjorde att han ströks från Hugo Åbergs Memorial på Jägersro några dagar senare. Hälsan hade även stoppat honom från att delta i Elitloppet 1991. Hans tränare, John-Erik Magnusson på Blädingeås stuteri, meddelade i oktober samma år att Mack Lobell slutat tävla.
Mack Lobell avlivades den 22 februari 2016 på grund av ålderskrämpor.